# Susi Nicoletti
Susi Nicoletti, född 3 september 1918 i München, Kejsardömet Tyskland, död 5 juni 2005 i Wien, Österrike, var en tyskfödd skådespelare inom teater och film, som under stora delar av sitt liv verkade i Österrike. Nicoletti medverkade i många tyskspråkiga komedifilmer där hon gjorde biroller.
Hon arbetade vid teaterscener som Burgtheater och Theater in der Josefstadt. Nicoletti arbetade förutom som skådespelare även som lärare i skådespeleri och musik vid Max Reinhardt-seminariet i Wien.

## Filmografi, urval
- 1955 – Det hände i Wien
- 1957 – Svindlaren Felix Krull
- 1958 – Wien, flickor och sång
- 1962 – Läderlappen